# Arun Kumar
Arun Kumar es un diplomático, indio jubilado.
- Es el hijo de Indumarj y S. Kumar.
- En 1970 enrtró al Indian Foreign Service.
- Fue secretario de embajada en Roma.
- En 1977 fue secretario de embajada de primera clase y Encargado de negocios en Túnez (ciudad), (Túnez).
- Fue consejero de Comisión y Alto Comisionado adjunto en Acra.
- De diciembre de 1984 a enero de 1988 tenía Exequatur como Cónsul General en Dubái.[1]
- De 1990 a 1992 fue embajador en Kinshasa. Con coacredición en Brazzaville, Libreville (Gabón), Malabo (Guinea Ecuatorial) y Bangui (República Centroafricana).
- Del 05 de junio de 2000 a agosto de 2003 fue embajador en Belgrado.[2]
- De agosto de 2003  a abril de 2007 tenía Exequatur como Cónsul General en Chicago[3]